# Уфици, Фиренца (књига)
Уфици, Фиренца (итал. Ufici, Firenca) је једна од 12 књига из едиције Велики светски музеји, Библиотеке Уметност и култура, чија је ауторка текста Елена Ђинанески (итал. Elena Ginanneschi). Књига је објављена 2005. у издању Il Sole 24 Ore - Electa. Српско издање објавио је Службени гласник 2012. године, у преводу с италијанског Бојане Алексић. Уредници српског издања су Петар В. Арбутина и Војин В. Анчић.

## КолекцијаВелики светски музеји
Колекцију коју чини 12 књига обухвата најбогатије збирке најзначајнијих уметника и њихових дела из колекција најпознатијих светских музеја:
- Ермитаж – Санкт Петербург,
- Лувр – Париз,
- Галерија Академије – Венеција,
- Стара Пинакотека – Минхен,
- Рејксмузеум – Амстердам,
- Британски музеј – Лондон,
- Археолошки музеј – Атина,
- Уфици – Фиренца,
- Национална галерија уметности – Вашингтон,
- Прадо – Мадрид,
- Египатски музеј – Каиро, и
- Уметничко-историјски музеј – Беч.

Свака књига из колекције садржи текст о самом музеју, његовом значају и богатству, затим следи преглед најважнијих дела. Верна репродукција, постигнута захваљујући врхунској штампи, као и подаци о слици и уметнику, уводе у свет слика и скулптура из богатих музејских збирки. На крају сваке књиге штампан је ради лакшег сналажења  регистар уметника и дела.

## О делу
Предговор на почетку књиге аутора Марко Карминати доноси податке о историјату музеја Уфици. Галерију је подигао Козимо I Медичи који је 1561. године захтевао да се подигне грађевина да би се у њу сместили уреди Државног судства. После двадесет година, његов наследник, Франческо I, одлучио је да на последњем спрату палате смести уметничку галерију династије. Касније ће колекцију обогатити два кардинала из куће Медичи, Леополд и Ђовани Карло, велики војвода Фердинанд и војвода Ђан Гастоне. Данашње постојање Галерија Уфици дугује једној жени, Ани Марији Луизи Медичи која је као последњи члан некада славне породице која је изумирала, уместо да распродаје породично благо, уступила уметничко наслеђе породице Медичи династији Лорена под јасно дефинисаним условима. Била је то највећа икад учињена донација држави од стране једног појединца. На улазу у музеј, почасно место заузима портрет Ане Марије Луизе Медичи, жене која је основала Галерију Уфици.

### Дела
Књига садржи преглед најважнијих дела музеја Уфици:
- Чимабуе - Места (Богородивца с Христом у слави), око 1280.
- Дучо ди Буонинсења - Маеста (Богородивца с Христом у слави), око 1285.
- Ђото - Маеста (Богородивца с Христом у слави), око 1310.
- Симоне Мартини - Благовести, 1333.
- Амброђо Лоренцети - Сретење, 1342.
- Ђотино - Пиета из Сан Ремиђа, око 1360-1365.
- Беато Анђелико (приписано) - Тебаида, око 1418.
- Лоренцо Монако - Поклоњење мудраца, око 1421.
- Ђентиле да Фабријано - Поклоњење мудраца, 1423.
- Мазолино и Мазачао - Света Ана с Богородицом, Христом и пет анђела, око 1424.
- Мазачо - Богородица голица Христа, око 1426.
- Паоло Учело - Битка код Сан Романа, око 1439.
- Доменико Венецијано - Secrа conversazione: Богородица са Христом, Светим Фрањом, Јованом Крститељем, Зенобијем и Луцијом, око 1440.
- Андреа дел Кастањо - Гроф Pippo Spano, око 1448.
- Андреа Мантења - Триптих из Уфиција, око 1460.
- Рогир ван дер Вајден - Полагање у гроб, око 1463.
- Фра Филипо Липи - Богородица са Христом и два анђела, око 1465.
- Андреа Мантења - Кардинал Карло Медичи, око 1466.
- Верокјо и Леонардо - Крштење Христово, око 1470.
- Сандро Ботичели - Јудитин повратак у Бетулију, око 1470.
- Пјеро дела Франческа - Тријумфални диптих (Федерико II да Монтефелтро и Батиста Сфорца), око 1472.
- Пјеро дела Франческа - Тријунфални диптих (Тријумфи), после 1472.
- Леонардо да Винчи - Благовести, око 1472.
- Сандро Ботичели - Човек са медаљом, око 1475.
- Сандро Ботичели - Поклоњење мудраца, око 1475.
- Антонио дел Полајоло - Херкул савладава Антеја, око 1475.
- Антонио дел Полајоло - Херкул убија хидру, око 1475.
- Хуго ван дер Гус - Триптих Портинари, око 1477.
- Мајстор табле Virgo iner virgines - Распеће, око 1480
- Леонардо да Винчи - Поклоњење мудраца, око 1481.
- Сандро Ботичели - Пролеће, око 1482.
- Сандро Ботичели - Палада и кентаур, око 1482.
- Сандро Ботичели - Богородица Магнификат, око 1483.
- Сандро Ботичели - Рођење Венере, око 1484.
- Доменико Гирланајо - Поклоњење мудраца, 1487.
- Ханс Мемлинг - Диптих Портинари, 1487.
- Албрехт Дирер - Портрет уметниковог оца, 1490.
- Перуђино - Портрет Франческа деле Опере, 1494.
- Сандро Ботичели - Клевета, око 1495.
- Лука Сињорели - Распеће са Маријом Магдаленом, око 1500.
- Албрехт Дирер - Поклоњење мудраца, 1504.
- Микеланђело - Света породица, око 1506.
- Ђовани Белини - Црквена алегорија, око 1504.
- Ђорђоне - Испит Мојсијев, око 1505.
- Рафаел - Богородиац са чешљугарем, око 1506.
- Тицијан - Портрет малтешког витеза, око 1510.
- Тицијан - Флора, око 1515.
- Пјеро ди Козимо - Персеј ослобађа Андромеду, око 1513.
- Лоренцо Лото - Сузана и старци, 1517.
- Андреа дел Сарто - Богородица са харпијама, 1517.
- Албрехт Алдорфер - Мученичка смрт Светог Флоријана, око 1518.
- Рафаел - Портрет Лава са два кардинала, 1518.
- Понтормо - Вечера у Емаусу, 1525.
- Росо Фјорентино - Анђелак музичар, 1521.
- Ђован Ђероламо Саволдо - Магдалена, око 1521.
- Коређо - Обожавање Христа, око 1524.
- Пармиђанино - Богородица дугог врата, око 1534.
- Тицијан - Урбинска Венера, 1538.
- Досо Доси - Вештичарење, око 1540.
- Бронзино - Лукреција Панчатики, око 1541.
- Лука Кранах Старији - Адам и Ева, 1528.
- Паоло Веронезе - Благовести, око 1556.
- Тинторето - Леда са лабудом, око 1560.
- Каравађо - Млади Бах, око 1597.
- Каравађо - Жртва Аврамова, око 1600.
- Артемизија Ђентилески - Јудита и Холоферн, око 1620.
- Питер Паул Рубенс - Анри IV у бици код Иврија, око 1627.
- Рембрант - Аутопортрет из младости, око 1634.
- Ђанбатиста Тијеполо - Постављање статуе једног императора, око 1734.
- Франческо Гварди - Насеље над каналом, око 1750.
- Жан-Батист Симеон Шерден - Девојчица са пернатом лоптом, око 1740.